# Muntanyes Khamti
Muntanyes Khamti (Khamti Hills) és un territori muntanyós habitat pels khamtis a l'est del Brahmaputra. Els khamtis són d'origen shan i van emigrar cap al nord a la meitat del segle XVIII quan l'estat de Mogaung fou conquerit pel rei birmà Alaungpaya; a causa de dissensions internes una secció de la tribu es va traslladar a Assam i viu modernament a l'est d'Assam i al districte d'East Siang a Arunachal Pradesh, amb centre a Sadiya (avui al districte de Tinsukia, a l'extrem nord-est d'Assam); el seu cap va establir un principat amb domini sobre l'àrea a l'entorn amb títol de Sadiya Khoa Gosain i fou reconegut pels britànics quean van conquerir el regne d'Ahom; però després el seu fill va refusar obeir a l'oficial britànic i fou deposat; llavors els khamtis es van revoltar, van atacar l'establiment britànic a Sadiya i van matar el comandant, el coronel White (1839). La revolta fou ràpidament suprimida i el país subjecte fermament. Els khamtis d'Assam eren 1562 el 1872 i 2883 el 1881. El seu establiment principal era Narayanpur.
El seu territori oriental fou anomenat Bor Khamti, i estava format per la vall del Namkiu (branca occidental de l'Irauadi) i les muntanyes a l'entorn, amb capital a Putau (avui a l'estat Katxin), prop de la qual hi ha un temple d'uns 30 metres d'altura amb cúpula daurada, contenint alguna imatges meritòries de Buda. Tenen a l'oest al poble dels singphos, i a l'est als khakus, emparentats amb els anteriors.